# Art. 519 codice penale
Art. 519 codice penale é um filme italiano de 1952 dirigido por Leonardo Cortese.